# Flugplatz Kempten-Durach

i7
i11
i13
Der Flugplatz Kempten-Durach (ICAO-Code: EDMK) ist ein Verkehrslandeplatz in Durach nahe Kempten (Allgäu).

## Geografie
Das Fluggelände liegt im nördlichen Alpenvorland im Mündungsgebiet der Durach in die Iller auf einer Höhe von 713 m. Es ist die zweitsüdlichste und höchstgelegene Anlage der allgemeinen Luftfahrt in Deutschland.

## Geschichte
Versuche, einen Flugplatz in Durach anzulegen, gehen bis in die 1920er-Jahre zurück. Erstmals gab es 1926 eine Versammlung zu dem Thema. Danach veranstaltete das Arbeitsamt einen Kurs für Segelflugzeugbau. Im Mai 1932 fand der erste Start an der Ludwigshöhe – die mit dem heutigen Flugplatz von der Lage her nichts gemeinsam hat – statt. In der Zwischenzeit wurde aufgrund einer Veranlassung durch Otto Merkt die Kemptener Umgebung besichtigt und eine Fläche zwischen dem Sulzberger Öschlesee und Durach als Standort für einen neuen Flugplatz als empfehlenswert ausgesprochen. Anstoß hierfür bot ein Bauer, der 1934 sein Land der Stadt Kempten verkaufte. 1934 wurde auf dem Areal eine Halle aufgebaut, im noch gleichen Jahr fand ein Schleppflug statt. Durch weitere Landankäufe entstand ein Flugplatz mit der Größe von 30 Hektar. Ein Jahr darauf bestätigte das Münchener Luftamt die Anmeldung des Privatlandeplatzes. Merkts Wunsch, einen Fernverkehrsflughafen einzurichten, damit ein „Berliner am Samstag früh mit dem Flugzeug nach Durach fliegt, den Samstag und Sonntag im Gebirge zubringt und am Montag mittag wieder in Berlin ist“, wurde nie verwirklicht.
1935 war der Flugplatz Kempten im Besitz der Luftwaffe der Wehrmacht, bald wurden Hallen und der Tower erbaut. Benutzt wurde der Flugplatz in der NS-Zeit als Landeort von auswärtigen Sportfliegern und Schülern der Ordensburg Sonthofen. Nach dem Krieg erfolgte 1950 die Fluginbetriebnahme und ebenso wurde die Luftsportgruppe Kempten gegründet. 1955 gab der Freistaat Bayern den Platz für Motorflugzeuge frei. 1959 erhielt der Platz den neuen Tower. 1986 wurden 22 Maschinen samt Zubehör mit dem Hangar durch einen gestifteten Brand vernichtet. 1988 wurde eine Zollabfertigung am Platz eingerichtet.
Am 3. Juni 2000 fand auf dem Flugplatzgelände das Antenne-Bayern-Sommerfest mit etwa 50.000 Besuchern statt. 2010 feierte der Flugplatz 75-jähriges Jubiläum.

## Flugbetrieb und Infrastruktur
Der Flugplatz ist für Fluggeräte aller Art bis 3.000 kg Höchstabfluggewicht (MTOW) zugelassen. Der Betreiber ist die Landeplatzgesellschaft mbH Kempten-Durach. Der Platz führt den ICAO-Code EDMK. Es werden eine Reihe von Schulungs-, Einweisungs- und Überlandflügen und auch Flugzeugschlepp am Platz betrieben. Es bestehen für den Flugbetrieb zwei sich kreuzende Grasbahnen, ein Asphaltstreifen 75 × 4 m für den Modellflug und VTOLs, sowie ein Heliport, weiters ein Wirtschaftsgebäude mit Flugleitstand (Funkfrequenz 124.005 MHz), vier Hangars und ein Flugplatzcafé. Es gibt eine Tankstelle, bei Zwischenlandungen ist ein Ölservice möglich, eine Zollabfertigung nach PPR+1 sowie Leihfahrräder und Mietwagenangebote. In zumutbarer Nähe befinden sich auch Übernachtungs-, Camping- und Bademöglichkeiten sowie eine ÖPNV-Zustiegsmöglichkeit.

## Zwischenfälle
- Am 18. Juni 2006 verlor der Pilot eines Segelflugzeuges vom Typ Schleicher Ka 6CR einen Kilometer südöstlich des Flugplatzes die Kontrolle. Das Sportgerät kam ins Trudeln und stürzte aus ca. 250 m Höhe fast senkrecht in eine Wiese, wobei der Pilot tödlich verletzt wurde.[3]
- Am 17. August 2008 geriet ein 65-jähriger Pilot beim Landeanflug in eine 380-kV-Hochspannungsleitung und blieb dort kopfüber hängen. Der Pilot und sein Fluggast konnten nach Stunden geborgen werden, an Flugzeug und Hochspannungsleitung entstand erheblicher Sachschaden.[4]
- Am 13. April 2009 verstarb der 61-jährige Pilot eines Ultraleichtflugzeuges vom Typ Pipistrel Sinus. Auch er streifte beim Landeanflug die Hochspannungsleitung, wodurch sein Gesamtrettungssystem explodierte und das Fluggerät daraufhin vollkommen ausbrannte.[5][6]
- Am 3. September 2010 prallte der 69-jährige Pilot einer Wassmer WA-54 beim Landeanflug auf EDMK ca. zwei Kilometer vor dem Erreichen der Landebahn in unbefestigtes Gelände. Der Luftfahrzeugführer und sein Fluggast kamen hierbei ums Leben, das Luftfahrzeug wurde zerstört.[7]
- Am 15. Mai 2013 kollidierte eine Diamond DA20 Katana beim Landeanflug mit einer Cessna 172, die sich gerade auf einer Platzrunde befand. Bei dem darauf folgenden Absturz wurden die beiden Insassen der Cessna getötet und das Fluggerät erheblich fragmentiert. Den beiden Insassen der Diamond gelang eine Bruchlandung sechs Kilometer abseits des Flugplatzes leichtverletzt, das Flugzeug wurde schwer beschädigt.[8]
- Am 18. Januar 2014 überschlug sich ein Tragschrauber bei der Landung mehrfach, wobei das Fluggerät total beschädigt und der 49-jährige Pilot schwer verletzt wurde.[9]
- Am 13. August 2016 kam der einmotorige Tiefdecker D-MCGI vom Typ ROKO NG-6 beim Start nicht auf Höhe und stürzte aus ca. 15 m in die Wiese. Der 66-jährige Pilot wurde schwerstverletzt geborgen, das Flugzeug zerstört.[10][11]
- Am 9. Mai 2021 verunglückte nachmittags ein mit vier Personen besetztes Leichtflugzeug vom Typ Cessna 172H Skyhawk unmittelbar nach dem Start.[12] Der 38-jährige Pilot unternahm eine Notwasserung auf dem Sulzberger Öschlesee, bei der eine Person lebensgefährlich und weitere teils schwer verletzt wurden. Alle Personen wurden von einem in der Nähe befindlichen Tretboot gerettet, bevor das Flugzeug im See versank.[13][14]
- Am 27. September 2021 verlor eine auf EDMK gestartete Aerostyle Breezer wenige Flugminuten später an Höhe und kollidierte mit Baumwipfeln. Ein 65-jähriger Insasse verstarb noch an der Absturzstelle, ein weiterer wurde verletzt und das Flugzeug völlig deformiert.[15]

## Sonstiges

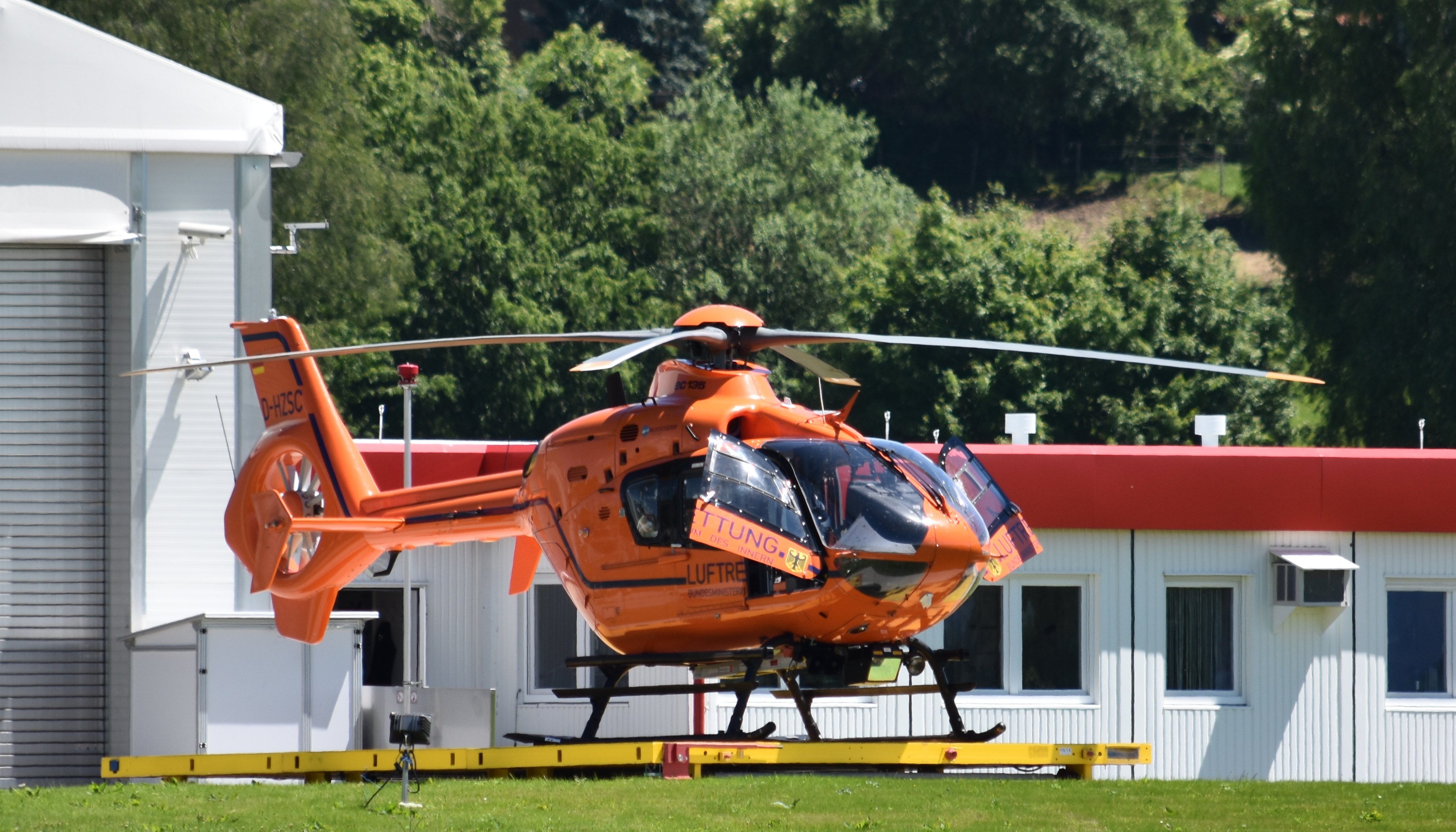
D-HZSC

Auf dem Flugplatz wurden einige Szenen der Filme Quax, der Bruchpilot (1941) und Quax in Afrika (1943/47) – jeweils mit Heinz Rühmann – gedreht.
Der Rettungshubschrauber Christoph 17 ist seit dem 1. Mai 2012 auf dem Flugplatz Kempten-Durach stationiert, da der bisherige Hangar am Kemptener Klinikum einem Erweiterungsbau weichen musste und seitdem kein dauerhafter Standort gefunden wurde. Im Dezember 2018 konnte ein neuer Hangar für den Rettungshubschrauber Christoph 17 am südlichen Ende des Flugplatzes in Betrieb genommen werden. Vorausgegangen waren umfangreiche Begutachtungen bezüglich Lärm etc.